# Martim Gomes da Silva (1260)

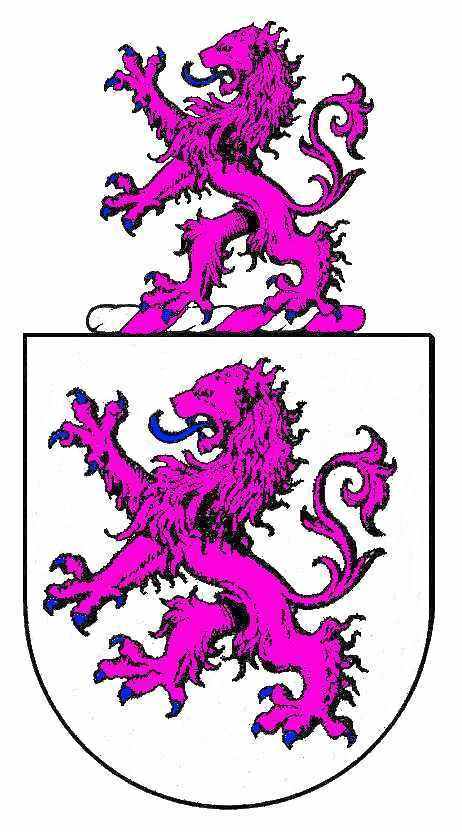
Brasão de armas da família Silva.

D. Martim Gomes da Silva (1260 -?) foi um nobre medieval do Reino de Portugal com origem na reconhecida família Silva medieval portuguesa. Esta família tinha o seu solar em Silva, próximo ao rio Minho, junto a Valença, na Domus Fortis denominada Torre de Silva, fundada por Pelaio Guterres da Silva (1000 – ?), nobre e Cavaleiro medieval com origem no Condado Portucalense. Teve um período de vida que atravessou os reinados do Rei D. Dinis I de Portugal e de D. Afonso IV de Portugal.

## Relações familiares
Foi filho de Gomes Pais da Silva (1220 -?) e de Maria Rodrigues (1230 -?). Casou com Teresa Garcia de Seabra (1285 -?), de quem teve:
1. D. Aires Gomes da Silva (1320 - 1365), “o Velho”, Alcaide do Castelo de Santarém e casado por duas vezes, a primeira com Senhorinha Martins Redondo e a segunda com Urraca Tenório;
2. D. Fernão Gomes da Silva (1300 -?), foi alcaide-mor do Castelo de Monsanto e do Castelo de Penamacor e casado por duas vezes, a primeira com Maria Coelho e a segunda com Urraca Tenório.
3. D. Joana Rodrigues da Silva (1300 -?) casou com Rui Gonçalves de Cerveira;
4. D. Mécia da Silva também conhecida como Mécia Branca da Silva (c. 1300 -?) casada com Nuno Gonçalves de Abreu;
5. D. Aldonça Rodrigues da Silva (c. 1320 -?) casada com Pedro Gonçalves do Carvalhal.